# Hyles confusa
Hyles confusa är en fjärilsart som beskrevs av Gehlen. 1928. Hyles confusa ingår i släktet Hyles och familjen svärmare. Inga underarter finns listade i Catalogue of Life.